# Антоновка (Емильчинский район)
Анто́новка (укр. Антонівка) — село на Украине, находится в Емильчинском районе Житомирской области.
Код КОАТУУ — 1821781402. Население по переписи 2001 года составляет 106 человек. Почтовый индекс — 11264. Телефонный код — 4149. Занимает площадь 0,685 км².

## Адрес местного совета
11263, Житомирская область, Емильчинский р-н, с.Буда-Бобрица